# 飛天少女豬
飛天少女豬事丁（日语：とんでぶーりん）是池田多惠子的漫画作品，小学館發行。台灣繁體中文版由大然文化出版，香港繁體中文版由博益出版。

## 单行本
- 1卷　日語：ISBN 4-09-136451-9 (1995年4月)　 台灣：ISBN 957-25-2401-1
- 2卷　日語：ISBN 4-09-136452-7 (1995年8月)　 台灣：ISBN 957-25-2984-6
- 3卷　日語：ISBN 4-09-136453-5 (1995年10月)　 台灣：ISBN 957-25-3013-5

## 动画
每日放送、TBS1994年9月3日到1995年8月26日放映。全51話。
香港無綫電視製作該動畫的粵語配音版及主題曲，首20話於1995年復活節期間播出，餘下話數則於當年聖誕節期間播出。粵語配音版後來於2002年授權予澳廣視於澳門播出。
國語配音版由台灣台視製作，於1996年播出。國語配音版後來於1999年授權予浙江衛視於大陸播出，並由浙江衛視製作普通話版主題曲。

## 角色
國分果林（聲優：白鳥由里；臺灣：方雪莉；香港：鄭麗麗）
本作女主角，就讀聖林檎中學。在一次遲到趕返學校時，遇到受父王命令到地球修行的東東，因此契機而被東東選中成為新一任寶妮，並獲得變身鏡盒，只要喊咒語「愛心豬嘜變身」(臺灣翻譯「愛心豬排變身」)就可變身成寶妮。自稱運動白癡，學業成績亦不突出。暗戀水野光一。
東拉利亞諾三世（聲優：淵崎有里子；臺灣：姜瑰瑾；香港：袁淑珍）
布力哥星王子，按照傳統，為成為王位繼承人而到地球修行。果林嫌他的名字太難讀，通常暱稱他做「東仔」。
台灣漫畫版譯為多藍利亞三世，台視配音版譯為東拉利亞諾三世。
水野光一（聲優：石田彰；臺灣：姜瑰瑾；香港：郭志權）
果林的同班同學，是校內足球部的隊長，非常仰慕寶妮，果林與日高薰的傾慕對象。
黑羽競子（聲優：松本梨香；香港：黃麗芳）
果林的同班同學兼班會主席（升上二年級後成為聖林檎中學學生會主席），是業務遍及全球的大財團「黑羽財團」的千金小姐。暗戀武者小路琢磨，稱呼他「琢磨前輩」。由於總是認為果林搶走琢磨，視果林為敵人。
山川真實（聲優：佐藤智惠；香港：梁少霞）
果林的同班同學，也是她的好朋友，與果林相反，各種運動都相當擅長，甚至被柏木稱為「怪力山川」。
立石菜菜子（聲優：川村萬梨阿；香港：陸惠玲）
保健室看護，亦是學校滑雪部顧問，她的樣貌與飾演嬌滴女俠（本作中一部女英雄電視劇）的女演員相似，被嵐山誠誤會在下班後兼職演員。
日高薫（聲優：麻見順子；臺灣：賀世芳；香港：曾佩儀（第20集及之前）、林元春（第21集及之後））
果林同班同學，校內擔當保健室看護，溫柔可愛，是連鄰班亦聞名的美女。善於烹飪及瑜珈，但對鯉魚口相當恐懼，以至不能直視鯉魚旗。
柏木廣海（聲優：山田義晴；臺灣：賀世芳；香港：馮錦堂）
果林的同班同學，是足球部成員，跟真實常常打情罵俏。故事前半部時常引用祖母的情報（例如藏寶地圖、治花粉症的偏方），也曾經以為自己有特異功能。
嵐山誠（聲優：荒川太郎；香港：張炳強（除第31集外）、梁耀昌（第31集））
聖林檎中學教師，果林的班主任，亦是足球部顧問。
近藤正義（聲優：園部啟一；香港：林國雄）
聖林檎中學教師，既是網球部教練，同時負責學生會會務。是嬌滴女俠的忠實粉絲。
武者小路琢磨（聲優：柏倉務；臺灣：賀世芳；香港：黎偉明）
聖林檎中學二年班學生（故事中段後為三年級），出身舞技世家武者小路，因為不想捲入繼承人糾紛而出走。外形俊美，深受校內女同學歡迎。暗戀果林，但當發現自己的魅力無法打動果林後，便積極展開追求（實際上是由於果林外表酷似亡母所致），然而卻經常被黑羽競子窮追猛打，且總是被她嚇得落荒而逃。
國分信一郎（聲優：小野健一；香港：招世亮）
果林的父親，任職記者。
國分理香子（聲優：引田有美（第1、2集）、水谷優子（第7集及之後）；香港：盧素娟）
果林的母親，是時裝設計師。
國分周平（聲優：興梠里美；香港：蔡惠萍）
果林的弟弟。
東拉利亞諾二世（聲優：大山高男；香港：陳永信）
東拉利亞諾三世的父親，其樣貌從沒在本作中出現，只透過果林的變身鏡盒與果林及在地球修行的東仔溝通。
吉米松本（聲優：高木涉；香港：李錦綸）
果林的同班同學，是電影學會的唯一會員兼會長。暗戀日高薰。
龍卷五郎（聲優：西村智博；香港：陳維舜）
和流佐野中學二年班同學，也是該校的足球部隊長，常常設計卑鄙的手段令對手無法參賽。
龍卷瞳子（聲優：丹下櫻；香港：雷碧娜）
龍卷五郎的妹妹，國分周平的同班同學，喜歡周平。
寶泰（聲優：丸尾知子；香港：黃鳳英）
新晉摔角手，仰慕寶妮，把自己打扮成寶妮的樣子參賽。
美戰士小泉（聲優：冬馬由美；香港：陸惠玲）
寶泰在摔角決賽的對手。
江藤綠子（聲優：林玉緒）
聖林檎中學網球部部員，與黑羽競子組成拍檔，在女子網球雙打挑戰果林和真實。
北川民生（聲優：金丸淳一；香港：何國星）
聖林檎中學學生會副主席，也是足球部的前隊員。學生會原會長畢業後，黑羽競子發起學生會會長選舉，北川雖有參選但意願不大，最後更呼籲全部人支持黑羽，自己繼續擔任副主席。
茉子（聲優：緒方惠美；香港：謝潔貞）
不良少女，經常與弟弟一起到處欺負小孩，龍卷瞳子和國分周平曾被她們騷擾。
馬助（聲優：石井康嗣）
不良少年，茉子的弟弟，經常與姐姐一起欺負小孩。
武者小路琴子（聲優：天野由梨；香港：雷碧娜）
武者小路琢磨的繼母，為使親兒夢麿成為繼承人，與琢磨發生衝突，逼使他離家出走。
武者小路夢麿（聲優：菊池正美；香港：張錦江）
武者小路琢磨同父異母的弟弟，本身並無與兄長爭奪繼承人位置的意圖。
武者小路國兒（聲優：白鳥由里；香港：鄭麗麗）
武者小路家的祖先，曾被選為第六代寶妮，其樣貌從沒在本作中出現，但有交待變身後的樣子。
木下（聲優：長島雄一；香港：梁耀昌）
黑羽大宅的管家和司機，競子吩咐辦的事務都會竭盡所能去完成，綽號「話頭醒尾機械人」。
柏木小鈴（聲優：神代知衣；香港：陸惠玲）
廣海的祖母，67年前曾被東拉利亞諾二世的第29名弟弟選為寶妮，但她拒絕接受，結果一直後悔至今。
卑彌呼（聲優：香港：林元春）
邪馬台國女王，也是東拉利亞諾二世到日本修行時選中的初代寶妮，除了斬妖除魔，更獲得國王所贈的農樂樂器，教導人民種田耕作。國王返回布力哥星繼位前，將土偶妮贈予卑彌呼，也將卑彌呼用作變身的泥造豬鼻收藏在遺跡的機關裡。千多年後果林在遺跡中掘出，土偶妮後來成為東仔的輔助工具，故事中經常在危急關頭時，引導寶妮。而泥造豬鼻則被果林按照東拉利亞諾二世的意思「歸還土地」（實際上是果林不小心跌爛）。
米高（聲優：高木涉；香港：蘇強文（第29、30集）、林保全（第51集））
滑浪教練，在夏威夷黑羽企業經營的大酒店工作。
老婆婆（聲優：京田尚子；香港：區瑞華）
米高的曾曾祖母，在米高未出世之前就已經離世。生前經營一家手信店，後來黑羽集團在夏威夷興建渡假村時將手信店重建成飲食店。果林在夏威夷迷路時，手信店和婆婆顯靈在果林眼前，果林也因此知道她是被東拉利亞諾二世的28弟選中的寶妮。
過場三豬組
- 紅豬（聲優：興梠里美；香港：梁少霞）
- 綠豬（聲優：松本梨香；香港：蔡惠萍）
- 藍豬（聲優：佐藤智惠；香港：陸惠玲）

動畫版原創的角色，是三隻不同三原色的小豬，簡稱「小豬」，通常在動畫切換場景或強調當中的話題時出現，豬肚上可放一個假名或漢字，用來展示有關話題，如話題多於三個字會在途中切換肚上的文字。

## 製作人員
- 製作：本橋浩一
- 原案：森真理
- 原作：池田多惠子
- 音樂：淡海悟郎（日语：淡海悟郎）
- 人物設定：加藤裕美
- 美術監督：鈴木聰
- 製作人：菅野俊秀→井口亮（MBS）、龜山泰夫（ASATSU）、小林正彥
- 導演：鈴木孝義
- 音響監督：早瀨博雪（日语：早瀬博雪）
- 攝影監督：鳥越一志→田村正人
- 時髦協調：鈴木子貓
- 製作協力：ASATSU（※）、TRANS ARTS（日语：トランス・アーツ）、ARTLAND、SSC（日语：サンシャインコーポレーション）東京工作室、
- 製作：日本動畫公司、每日放送（MBS）

（※…在OP動畫、ED動畫裡面，「ASATSU」公司的名字並未記載。但在著作權上，是和日本動畫公司、MBS併記）

## 主題歌

### 日本原版
全作詞：藤野真奈美，作曲、編曲：片岡嗣實，主唱：PARQUETS
片頭曲 
片尾曲 

### 香港版
全作詞：李敏
片頭曲「愛心一百次」
作曲、編曲：片岡嗣實，主唱：戴恩玲
片尾曲「有你在愛我」
作曲、編曲：片岡嗣實，主唱：楊千嬅
插入曲
「許個願」
作曲、編曲：片岡嗣實，主唱：陳奕
「我不怕」
作曲、編曲：淡海悟郎，主唱：張崇德
「朋友」
作曲、編曲：永井誠，主唱：唐韋琪
「108粒珍珠」
作曲、編曲：淡海悟郎，主唱：何超儀、鄭麗麗

## 各話標題
| 話數 | 首播日期      | 日文標題 | 無綫翻譯標題           | 台視翻譯標題       | 中都翻譯標題           | 編劇       | 分鏡       | 演出     | 作畫監督          |
| ---- | ------------- | -------- | ---------------------- | ------------------ | ---------------------- | ---------- | ---------- | -------- | ----------------- |
| 1    | 1994年 9月3日 |          | 飛天少女寶妮登場       | 飛天少女寶妮登場   | 飛天少女豬登場         | 池田真美子 | 鈴木孝義   | 平川達也 | 三浦辰夫          |
| 2    | 9月10日       |          | 堂堂正正決一高下       | 堂堂正正一決高下   | 愛與青春的射門         | 池田真美子 | 平川達也   | 細田雅弘 | 石之博和          |
| 3    | 9月17日       |          | 友情的考驗             | 友情的考驗         | 血淚與友情的殺球       | 池田真美子 | 鈴木輪流郎 | 北川正人 | 今泉賢一          |
| 4    | 9月24日       |          | 擂臺上的鬥志           | 擂臺上的鬥志       | 賭上擂台的青春         | 池野實     | 杉島邦久   | 杉島邦久 | 石之博和          |
| 5    | 10月1日       |          | 拔河的友情             | 拔河的友情         | 以拔河連結的友情       | 秘田涼     | 松浦錠平   | 松浦錠平 | 山崎隆生          |
| 6    | 10月8日       |          | 古代遺跡的秘密         | 古代遺跡的秘密     | 發現飛天豬土偶         | 池田真美子 | 錦織博     | 錦織博   | 三浦辰夫          |
| 7    | 10月15日      |          | 滿身傷痕的女英雄       | 滿身傷痕的女英雄   | 滿身傷痕的女英雄       | 石塚智子   | 細田雅弘   | 細田雅弘 | 石之博和          |
| 8    | 10月22日      |          | 減肥大作戰             | 減肥大作戰         | 減肥大作戰             | 池野實     | 錦織博     | 北川正人 | 今泉賢一          |
| 9    | 10月29日      |          | 賽車場上的戰士         | 賽車場上的戰士     | 賽車場上的戰士們       | 秘田涼     | 平川達也   | 平川達也 | 平岡正幸          |
| 10   | 11月5日       |          | 記者的鬥志             | 記者的鬥志         | 火熱的報社記者魂       | 池田真美子 | 松浦錠平   | 松浦錠平 | 山崎隆生          |
| 11   | 11月12日      |          | 最佳拍檔               | 最佳拍檔           | 尋找最佳情侶           | 石塚智子   | 錦織博     | 錦織博   | 三浦辰夫 加藤裕美 |
| 12   | 11月19日      |          | 超能少年柏木登場       | 超能少年柏木登場   | 超能少年柏木登場       | 池野實     | 細田雅弘   | 細田雅弘 | 石之博和          |
| 13   | 11月26日      |          | 銀河的誓言             | 銀河的誓言         | 向銀河發誓的任務       | 秘田涼     | 北川正人   | 北川正人 | 今泉賢一          |
| 14   | 12月3日       |          | 拍手與喝采             | 拍手與喝采         | 滿堂彩的舞台           | 池田真美子 | 平川達也   | 平川達也 | 平岡正幸          |
| 15   | 12月10日      |          | 保護環境               | 保護環境           | 農村少女的嘆息         | 祖父江誠司 | 松浦錠平   | 松浦錠平 | 山崎隆生          |
| 16   | 12月17日      |          | 聖誕大騷動             | 聖誕大騷動         | 沒有情人的聖誕節       | 池野實     | 細田雅弘   | 細田雅弘 | 石之博和          |
| 17   | 12月24日      |          | 浮沉命運的少女         | 浮沉命運的少女     | 在命運間擺盪的少女     | 池田真美子 | 錦織博     | 錦織博   | 三浦辰夫          |
| 18   | 1995年 1月7日 |          | 新春思鄉病             | 新春思鄉病         | 新春思鄉病             | 石塚智子   | 杉島邦久   | 北川正人 | 今泉賢一          |
| 19   | 1月14日       |          | 雪地上的戀愛風暴       | 雪地上的戀愛風暴   | 雪地上的戀愛風暴       | 秘田涼     | 平川達也   | 平川達也 | 平岡正幸          |
| 20   | 1月21日       |          | 巨大植物出現           | 巨大植物出現       | 巨大植物出現           | 祖父江誠司 | 松浦錠平   | 松浦錠平 | 山崎隆生          |
| 21   | 1月28日       |          | 愛與苦惱的旋轉木馬     | 愛與苦惱的旋轉木馬 | 愛與苦惱的旋轉木馬     | 池田真美子 | 錦織博     | 錦織博   | 三浦辰夫          |
| 22   | 2月4日        |          | 冬仔的短暫戀情         | 冬仔的短暫戀情     | 冬冬的戀情             | 池野實     | 細田雅弘   | 細田雅弘 | 石之博和          |
| 23   | 2月11日       |          | 義務與勇氣的情人節     | 義務與勇氣的情人節 | 友情與勇氣的情人節     | 石塚智子   | 加賀剛     | 北川正人 | 今泉賢一          |
| 24   | 2月18日       |          | 神仙過湖               | 神仙過湖           | 超越愛神過湖           | 池田真美子 | 平川達也   | 平川達也 | 長森佳容          |
| 25   | 2月25日       |          | 繼承媽咪意願的節日     | 繼承媽媽意願的節日 | 由果林繼承的娃娃節     | 池野實     | 杉島邦久   | 平川達也 | 梶原淳平          |
| 26   | 3月4日        |          | 最強的對手             | 最強的對手         | 宿敵只有一個！         | 石塚智子   | 松浦錠平   | 松浦錠平 | 山崎隆生          |
| 27   | 3月11日       |          | 寶妮縮了水             | 寶妮縮了水         | 衝擊！飛天豬消滅!?     | 秘田涼     | 錦織博     | 錦織博   | 三浦辰夫          |
| 28   | 3月18日       |          | 平仔的狂想曲           | 弟弟的狂想曲       | 小小的戀愛狂想曲       | 祖父江誠司 | 細田雅弘   | 細田雅弘 | 石之博和          |
| 29   | 3月25日       |          | 鯊魚驚魂               | 鯊魚驚魂           | 取得進入常夏之島通路   | 秘田涼     | 鈴木輪流郎 | 北川正人 | 今泉賢一          |
| 30   | 4月1日        |          | 夏威夷寶妮             | 夏威夷寶妮         | 密林裡消失的朋友       | 池田真美子 | 杉島邦久   | 平川達也 | 平岡正幸          |
| 31   | 4月8日        |          | 黑羽競子競選學生會會長 | 競子競選學生會會長 | 呼風喚雨的學生會選舉   | 石塚智子   | 松浦錠平   | 松浦錠平 | 山崎隆生          |
| 32   | 4月15日       |          | 遲來的櫻花之戀         | 遲來的櫻花之戀     | 純情少年遲來的櫻花之戀 | 祖父江誠司 | 錦織博     | 錦織博   | 三浦辰夫          |
| 33   | 4月22日       |          | 花粉症好流行           | 花粉症好流行       | 白日落花粉的陷阱       | 池野實     | 細田雅弘   | 細田雅弘 | 石之博和          |
| 34   | 4月29日       |          | 代表友情的鯉魚旗       | 代表友情的鯉魚旗   | 友情的鯉魚旗           | 秘田涼     | 鈴木輪流郎 | 北川正人 | 今泉賢一          |
| 35   | 5月6日        |          | 琢磨前輩身世的秘密     | 琢磨身世的秘密     | 琢磨，出生的秘密       | 池田真美子 | 加賀剛     | 平川達也 | 平岡正幸          |
| 36   | 5月13日       |          | 傳說中的田樂           | 傳說中的田樂       | 降臨田園的女神傳說     | 祖父江誠司 | 松浦錠平   | 松浦錠平 | 山崎隆生          |
| 37   | 5月20日       |          | 光一同學鐘意寶妮       | 沒有結果的初戀     | 情書是初戀的單程票     | 池野實     | 錦織博     | 錦織博   | 三浦辰夫          |
| 38   | 5月27日       |          | 異度空間世界           | 神秘空間之旅       | 打開禁忌之門的男人     | 池田真美子 | 細田雅弘   | 細田雅弘 | 石之博和          |
| 39   | 6月3日        |          | 解開徽號的秘密         | 徽章的秘密         | 機密家紋之謎           | 池田真美子 | 鈴木輪流郎 | 北川正人 | 今泉賢一          |
| 40   | 6月10日       |          | 錯失機會的女仔         | 錯失機會的女子     | 無法當英雄的女生       | 池野實     | 平川達也   | 平川達也 | 平岡正幸          |
| 41   | 6月17日       |          | 死纏不休的松本         | 死纏不休的松本     | 偏執的男生松本吉米     | 池田真美子 | 松浦錠平   | 松浦錠平 | 山崎隆生          |
| 42   | 6月24日       |          | 寶妮對寶妮             | 寶妮對寶妮         | 飛天豬對飛天豬         | 秘田涼     | 錦織博     | 錦織博   | 三浦辰夫          |
| 43   | 7月1日        |          | 仲夏夜怪談             | 仲夏夜怪談         | 仲夏夜怪談             | 池田真美子 | 細田雅弘   | 細田雅弘 | 石之博和          |
| 44   | 7月8日        |          | 變身鏡盒不見了         | 變身鏡盒不見了     | 失去的變身化妝盒       | 池野實     | 鈴木輪流郎 | 北川正人 | 今泉賢一          |
| 45   | 7月15日       |          | 女英雄大變身           | 女英雄大變身       | 約定的晴天             | 池野實     | 平川達也   | 平川達也 | 平岡正幸          |
| 46   | 7月22日       |          | 冬仔不捨得寶妮         | 冬冬捨不得寶妮     | 隱藏的道別腳步聲       | 池田真美子 | 松浦錠平   | 松浦錠平 | 山崎隆生          |
| 47   | 7月29日       |          | Birthday Party 大發現  | 生日 Party 大發現  | 上流女之館             | 池野實     | 錦織博     | 錦織博   | 加藤裕美          |
| 48   | 8月5日        |          | 競子變了巨大惡魔       | 競子變成巨大惡魔   | 邪惡花園大笑之時       | 池田真美子 | 松浦錠平   | 松浦錠平 | 藤田宗克          |
| 49   | 8月12日       |          | 學校的大危機           | 學校的大危機       | 危機！被盯上的學校     | 池野實     | 加賀剛     | 北川正人 | 今泉賢一          |
| 50   | 8月19日       |          | 無得翻身的變身         | 不得不變身         | 血淚的變身             | 池田眞美子 | 錦織博     | 松浦錠平 | 山崎隆生          |
| 51   | 8月26日       |          | 寶妮和果林的未來       | 寶妮和果林的未來   | 飛天少女豬的未來       | 池田眞美子 | 平川達也   | 平川達也 | 平岡正幸          |

## 播放電視台
| 香港 翡翠台 星期一至五17:35－18:00節目 | 香港 翡翠台 星期一至五17:35－18:00節目                       | 香港 翡翠台 星期一至五17:35－18:00節目 |
| -------------------------------------- | ------------------------------------------------------------ | -------------------------------------- |
|                                        | 飛天少女豬事丁 （第1～20集） （1995年4月12日－1995年5月9日） |                                        |
| 反斗劍神                               | 為食龍少爺                                                   |                                        |

| 香港 翡翠台 星期一至五17:05－17:35節目 | 香港 翡翠台 星期一至五17:05－17:35節目                         | 香港 翡翠台 星期一至五17:05－17:35節目 |
| -------------------------------------- | -------------------------------------------------------------- | -------------------------------------- |
|                                        | 飛天少女豬事丁 （第21～51集） （1995年12月7日－1996年1月18日） |                                        |
| —                                      | 新忍者亂太郎                                                   |                                        |

| 澳門 澳廣視中文台 星期一至五17:45－18:45節目 | 澳門 澳廣視中文台 星期一至五17:45－18:45節目 | 澳門 澳廣視中文台 星期一至五17:45－18:45節目 |
| -------------------------------------------- | -------------------------------------------- | -------------------------------------------- |
|                                              | 飛天少女豬事丁 （每日2集） （2002年）        |                                              |
| —                                            | —                                            |                                              |

## 評價
《A-CLUB》的良牛形容《飛天少女豬》與其他變身少女作品不同，前者的女主角在變身後變得更醜，而非變得更美。而且其救人方式並非「優雅」。他因此讚揚主角內心善良得「很少人能做到」。